# Aéroport international Noursoultan-Nazarbaïev
L’aéroport international Noursoultan-Nazarbaïev (kazakh : Нұрсұлтан Назарбаев халықаралық әуежайы; Halyqaralyq Nursultan Nazarbaev Áýejaıy code IATA : NQZ • code OACI : UACC, est un aéroport du Kazakhstan desservant la capitale du pays, Astana.

## Trafic passager
Construit en 1931, c'est la première infrastructure de transport aérien du pays. En 2005, il bénéficie d'une rénovation visant à le mettre aux normes internationales. Un nouveau terminal pour les passagers conçu par Kisho Kurokawa est inauguré en février 2005. En 2007, il accueille 1 170 919 passagers, soit près de 40 % de plus qu'en 2006. En 2012, il accueille 2 303 143 passagers,. En 2015, il accueille environ 3 367 000 passagers . En 2017, un deuxième terminal est mis en service pour accueillir 6 avions supplémentaires et pour continuer son expansion. Le terminal 1 est exclusivement utilisé pour les vols internes alors que le terminal 2 est utilisé pour les vols internationaux y compris ceux vers ou depuis la Russie. En 2019, il a dépassé les 5 millions de passagers et souhaite continuer son développement avec la mise en place du Open Sky en novembre 2019 qui permet à toutes compagnies internationales de pouvoir voler au Kazakhstan sans restriction. Pour 2020-2021, il est notamment prévu d'offrir la première liaison entre Astana et New York ainsi qu'avec Shanghai.
Situé près de la capitale Astana, l'aéroport international Noursoultan-Nazarbaïev est en train de devenir la principale porte d'entrée du pays. En effet, l'ancienne capitale Almaty possède un aéroport plus grand, accueillant plus de passagers mais l'inversion est en cours.
Pour des raisons techniques, il est temporairement impossible d'afficher le graphique qui aurait dû être présenté ici.

Voir la requête brute et les sources sur Wikidata.

## Situation
Il est situé à environ 9 km de la capitale Astana.
| \| 100 km1:25 028 000 \| Turkestan Aktaou Aktioubé Almaty Astana Atyraw Balkhach Chimkent Jezkazgan Kökşetaw Kostanaï Kyzylorda Öskemen Ourdchar Oucharal Oural Pavlodar Petropavl Sary-Arka Semeï Taldykourgan Taraz |
| 100 km1:25 028 000 |

## Compagnies et destinations
| Compagnies              | Destinations | Refs.  |
| ----------------------- | --- | ------ |
| Aeroflot                | Moscou Chérémétiévo | [ 4 ]  |
| Air Astana              | - Aktaou, - Aktioubé, - Almaty, - Atyraw, - Bakou-H. Aliyev, - Pékin-Capitale, - Bichkek Manas, - Dubaï, - Francfort, - Istanbul, - Kiev-Boryspil, - Kyzylorda, - Londres-Heathrow, - Moscou-Domodédovo, - Novossibirsk-Tolmatchevo, - Omsk, - Oural-Ak Zhol, - Öskemen, - Pavlodar, - Saint-Pétersbourg-Poulkovo, - Séoul-Incheon, - Chimkent, - Tachkent, - Tbilissi-C. Roustavéli, - Ürümqi-Diwopu, - Iékaterinbourg-Koltsovo En saison :Antalya En saison Charter : Charm el-Cheikh | [ 5 ]  |
| Air China               | Pékin-Capitale | [ 6 ]  |
| AtlasGlobal             | En saison : Antalya |        |
| Belavia                 | Minsk | [ 7 ]  |
| China Southern Airlines | Canton-Baiyun, Ürümqi-Diwopu | [ 9 ]  |
| Ellinair                | En saison : Thessalonique-Makedonía | [ 10 ] |
| Etihad Airways          | Abou Dabi | [ 11 ] |
| Finnair                 | En saison : Helsinki-Vantaa | [ 12 ] |
| FlyArystan              | Almaty, Kostanaï, Moscou-Joukovski, Pavlodar, Semeï, Chimkent, Taraz | [ 13 ] |
| flydubai                | Dubaï | [ 14 ] |
| LOT Polish Airlines     | Varsovie-Chopin | [ 15 ] |
| Lufthansa               | Francfort | [ 16 ] |
| Qatar Airways           | Doha-Hamad | [ 18 ] |
| Qazaq Air               | Aktioubé, Almaty, Atyraw, Kostanaï, Öskemen, Pavlodar, Petropavl, Semeï, Chimkent, Taldykourgan, Jezkazgan | [ 19 ] |
| S7 Airlines             | Moscou-Domodédovo , Novossibirsk-Tolmatchevo | [ 21 ] |
| SCAT Airlines           | Aktaou, Aktioubé, Almaty, Atyraw, Douchanbé, Mineralniye Vody, Moscou-Vnoukovo, Oural-Ak Zhol, Öskemen, Pavlodar, Prague-Václav-Havel, Semeï, Chimkent, Taraz, Oulan Bator-Buyant Ukhaa, Xi'an-Xianyang, Erevan-Zvarnots En saison : Batoumi-A. Kartveli, | [ 22 ] |
| Southern Sky            | Balkhach En saison : Ourdchar | [ 23 ] |
| Sunday Airlines         | Antalya, Tokyo-Narita En saison Charter : Hurghada, Pattaya U-tapao, Phuket, Sanya-Phénix, Charm el-Cheikh | [ 23 ] |
| Turkish Airlines        | Istanbul | [ 24 ] |
| Uzbekistan Airways      | Tachkent | [ 25 ] |
| Wizz Air                | Budapest-Ferenc Liszt | [ 26 ] |

Édité le 15/01/2020